# 미네소타주
미네소타주(영어: State of Minnesota)는 미국 중서부에 위치한 주이다. 북쪽으로는 캐나다 (매니토바주, 온타리오주)와 맞닿으며, 동쪽으로는 위스콘신주와 슈피리어호, 남쪽으로는 아이오와주, 서쪽으로는 노스다코타주와 사우스다코타주와 접하며 슈피리어 호 건너로는 미시간주와 마주하고 있다. 이 주는 알래스카주를 제외한 미국 본토 주중 가장 북쪽에 위치하고 있다. 미네소타라는 이름은 다코타 족이 미네소타 강을 mini sota ("흰거품 물" 혹은 "하늘 빛을 띤 물"라는 뜻)라고 불렀던 데서 비롯되었다.
미네소타는 미국 중서부 지역에서 가장 큰 주이며 가장 큰 대도시는 트윈 시티인데 이 곳은 미네소타주 인구의 절반 이상이 거주하는 미니애폴리스와 주도인 세인트폴및 이를 둘러싼 지역을 일컫는다. 미네소타주는 미국에서 스칸디나비아 계통의 주민이 많이 사는 주이기도 하다. 또한 이 주는 미국의 대규모 곡창 지대로서 근 20년간 사용되는 자원들을 가지고 있는 곳이기도 하다.
USS 미네소타(USS Minnesota)와 잠수함 고퍼(SS Gopher State)는 이 주를 기리는 의미에서 이름 붙여졌다. 미네소타주의 별칭으로는 만호의 땅 (Land of 10,000 Lakes)과 북극성 주 (North Star State), 땅다람쥐의 주 (The Gopher State)등등이 있다.

## 역사

### 초기 역사
1600년대의 마지막 절반 시기에 유럽인들이 처음으로 미네소타 지방에 들어왔다. 그들은 북부의 숲들에서 산티 족 혹은 다코타 족, 수족 인디언들을 찾았다. 수 족은 둥근 천장 모습의 오막집에서 살았고, 실력있는 사냥꾼들이었다. 1750년으로 봐서 오지브와 족이라고도 불리는 치페와 족들이 서부로 이동하면서 미네소타에 들어갔다. 치페와 족들은 지방의 북부 숲들을 차지하였고 수 족들을 남서부로 이동하도록 강요하였다. 수 족들은 방랑자가 되었으며, 2개의 종족들은 수많은 세월 동안에 원수들로 남아있었다.

### 탐험

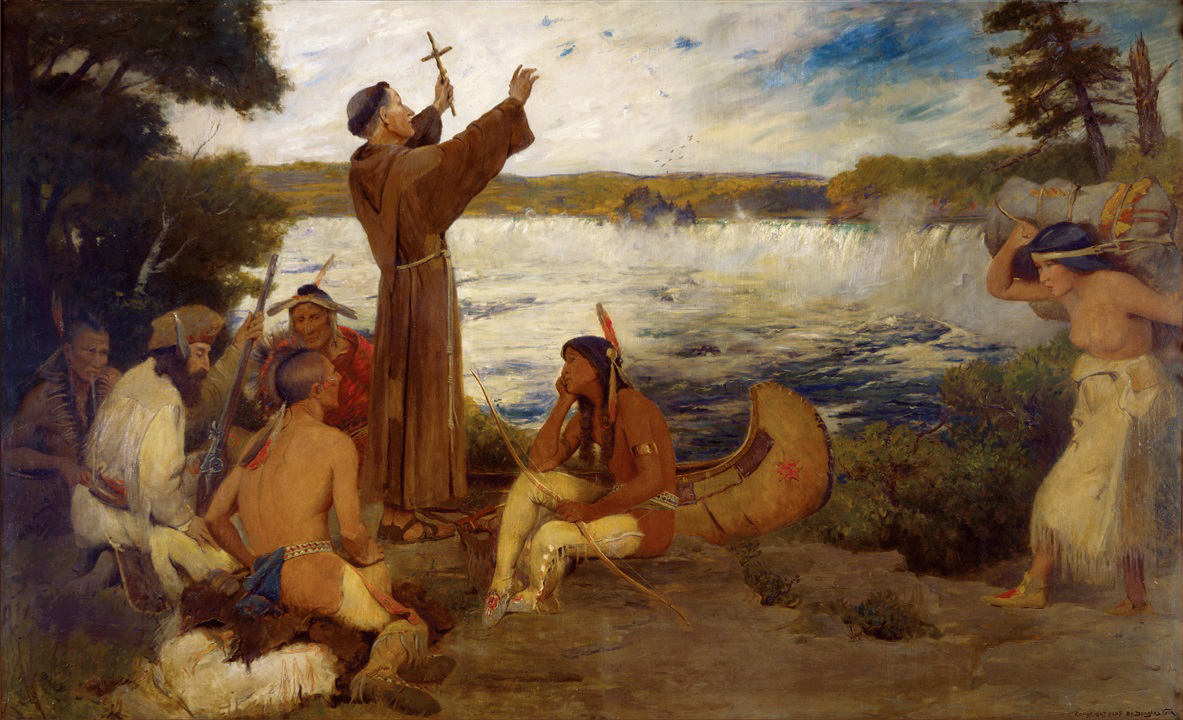
세인트앤서니 폭포를 발견한 루이 엔느팽 신부

2명의 프랑스 모피 교역인들인 피에르 에스프리 라디송과 메다르 슈아르 드 그로세예르는 미네소타에 들어온 첫 유럽인들이었다. 그들은 1660년 경에 슈피리어호에 있는 현재의 투 하버스 근처에 도착하였다.
또 다른 프랑스인 다니엘 그레이솔롱 뒬뤼트는 1679년에 도착하였다. 뒬뤼트는 태평양으로 향하는 수로를 찾는 데 희망을 둔 모험가였다. 그는 슈피리어 호의 서부 기슭에 상륙하고, 그러고 나서 미네소타의 내부를 향하여 밀고 나갔다. 그는 루이 14세를 위하여 지방의 전체를 요구하였다.
1680년, 벨기에의 선교사 루이 엔느팽 신부가 미시시피강 상류를 탐험하기 위하여 일리노이 지방을 출발하였다. 그러나 수 족들이 엔느팽 신부와 그의 동료들을 사로잡았다. 인디언들은 그들을 미네소타로 데려갔다. 포로에 불구하고, 엔느팽 신부는 지방의 거의를 보았다. 그는 자신이 발견하고 이름을 지은 세인트앤서니 폭포가 있는 현재의 미니애폴리스에 속하는 대지를 방문한 첫 유럽인이 되었다. 그 동안에 뒬뤼트가 인디언들이 3명의 백인들을 사로잡았다는 소식을 들었다. 그는 인디언들을 찾아 성공적으로 포로들을 풀어놓기를 요청하였다.

### 통치를 위한 분투
1762년, 프랑스는 미네소타의 거의를 포함하는 미시시피 강의 서부에 있는 모든 대지를 스페인에게 주었다. 그러나 스페인인들은 지방에 탐험 혹은 정착을 시도하지 않았고 프랑스의 덫 사냥꾼들은 지속적으로 거기에서 모피를 수집하였다. 1763년, 프렌치 인디언 전쟁이 벌어지자, 프랑스는 북아메리카에서 경쟁적 요구자인 영국에게 패하였다. 프랑스는 미네소타 동부를 포함한 미시시피 강의 동부에 있는 대지를 모두 영국에 주었다. 다음 50년 동안에 노스웨스트 회사와 다른 영국의 모피 교역 상사들이 지방에 교역지들을 설립하였다.
1783년, 미국 독립 전쟁이 끝나자, 영국은 오대호 남부와 미시시피 강의 동부였던 대지를 미국에 주었다. 이 막대한 지역은 1787년, 미국 의회가 창조한 노스웨스트 준주의 일부가 되었다. 하지만, 영국의 모피 회사들은 지속적으로 지방에서 교역을 하였다. 미국은 1812년, 미영 전쟁 이후까지 노스웨스트 준주의 완전한 통치를 얻지 않았다.

### 루이지애나 매입

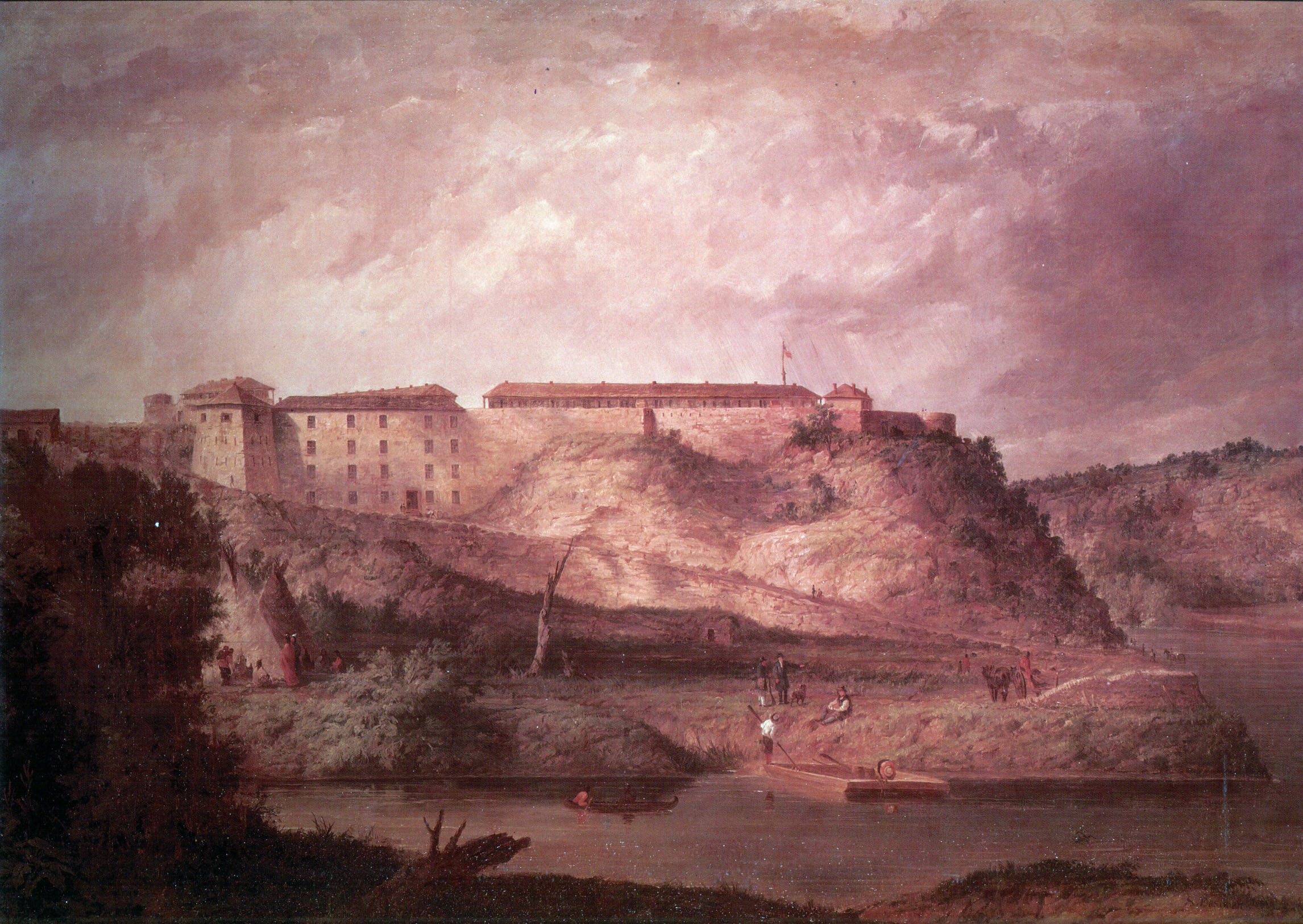
스넬링 요새

1800년, 나폴레옹 보나파르트는 스페인에게 미시시피 강의 서부 지방을 프랑스에게 돌려주도록 강요하였다. 프랑스는 루이지애나라 불리는 이 지방을 1803년, 미국에게 팔았다. 2년 후에 제뷸런 파이크가 미시시피 강의 상류와 미네소타의 황야를 탐험하도록 파견했다.
1819년, 미국 육군은 미네소타 강과 미시시피 강이 만나는 점에서 미네소타의 남동부에 일시적인 건물들에 요새를 설립하였다. 1820년, 미군들은 거기에 영구적으로 세인트앤서니 요새를 지었다. 1825년에 완공된 이 요새는 스넬링 요새로 다시 이름을 지었다. 그 요새는 군사 요지로는 물론 산업과 문화의 중심지가 되었다. 탐험가들은 가끔 미네소타의 발견되지 않은 부분들을 위하여 세워진 기지로서 스넬링 요새를 이용하였다. 이 탐험가들은 스티븐 롱, 윌리엄 키팅과 조지 피더스토너를 포함한다. 1832년, 헨리 스쿨크래프트는 미시시피 강의 근원이 되는 이타스카호를 발견하여 이름을 지었다.
1830년대에 세인트크루아 협곡에서 벌목이 시작되었다. 1837년, 수 족과 치페와 족들은 자신들이 세인트크루아 강 주변의 벌목 지역이라고 주장한 지역을 미국 정부에 팔았다. 벌목공과 정착자들이 곧 그 지역으로 이주하였다. 정착자들은 후에 미니애폴리스와 병합된 세인트앤서니, 세인트폴과 스틸워터의 3개 타운들을 창립하였다.

### 준주 시기

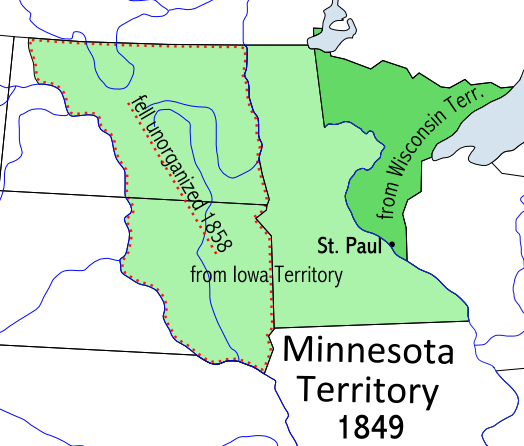
미네소타 준주의 지도

세월 동안에 미네소타의 일부들은 일리노이, 인디애나, 아이오와, 미시간, 미주리와 위스콘신 준주들에 속하였고, 루이지애나의 준주와 구역에 속하였다. 1849년 3월 3일, 의회는 미네소타 준주를 창조하였다. 그 남부, 북부와 동부의 경계 지역들은 오늘날 주의 경계들과 같았다. 서부 경계지역은 미주리 강과 화이트어스 강으로 뻗었다. 알렉산더 램지는 준주의 초대 총독으로 임명되었다. 준주가 되었을 때에 미네소타에는 대략 4,000명의 백인들이 살았다.
1851년, 미국 정부로부터 압력에 놓였던 수 족들은 미시시피 강의 서부에 있는 막대한 지역에 자신들의 권리들을 포기하는 2개의 조약을 맺었다. 이 대지의 대부분은 미네소타의 남부였다. 이 새로운 부유한 준주는 백인 정착지와 새로 들어오는 사람들에게 열렸다.

### 주 지위

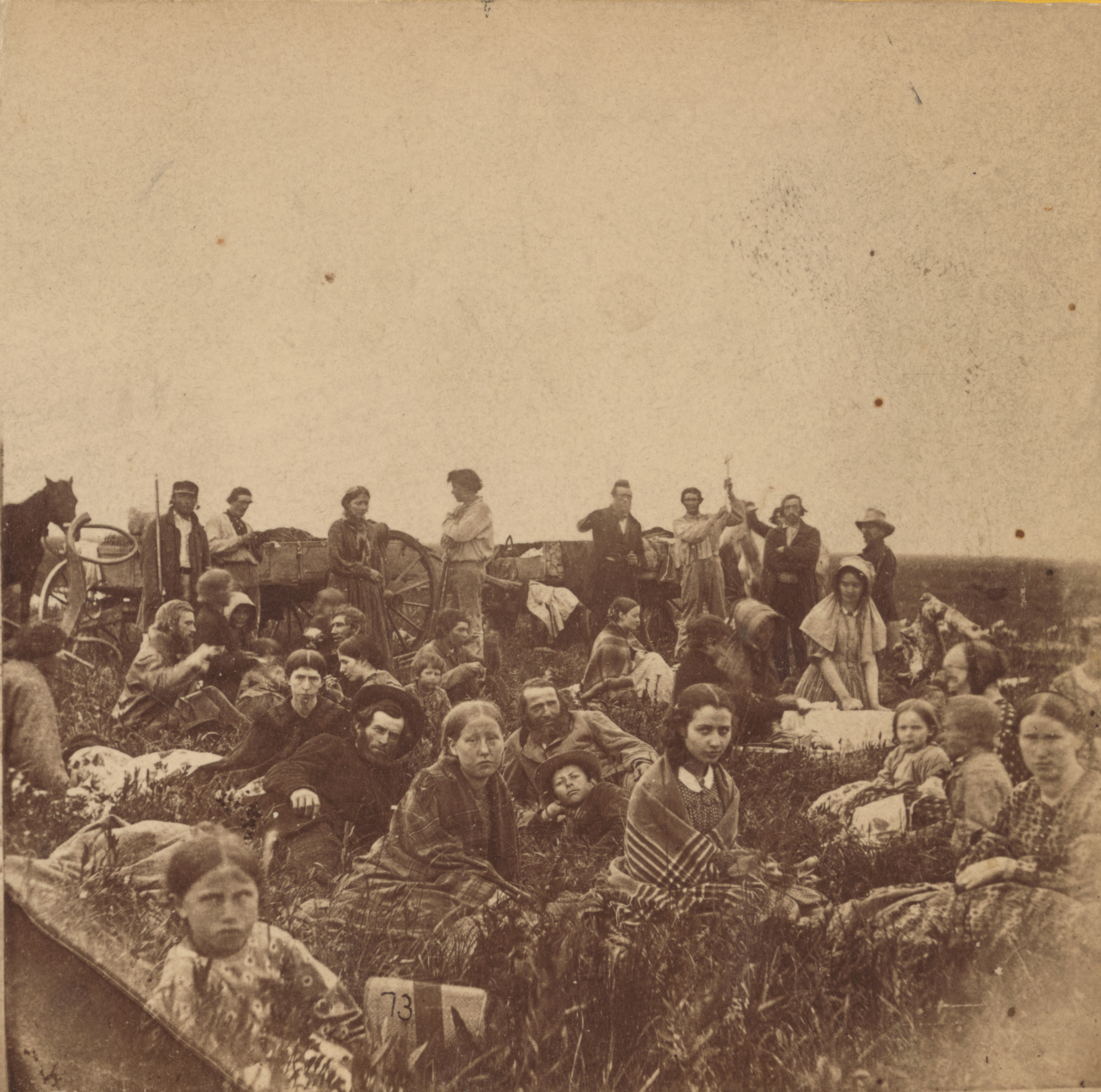
다코타 분쟁을 탈출하는 정착자들의 모습 (1862년)

1858년 5월 11일, 의회는 미네소타를 32번째 주로서 합중국에 가입하는 것을 인정하였다. 미네소타의 투표자들은 자신들의 주의 초대 주지사로서 헨리 시블리를 선출하였다. 시블리는 미국 모피 회사의 대리를 지내왔고, 미네소타 준주의 창조를 위하여 일해왔다. 주로 승격될 당시에 미네소타의 인구는 대략 150,000명이었다.
1861년, 남북 전쟁이 시작되자, 미네소타주는 북군을 위하여 군인들을 제공한 첫 주가 되었다. 1862년 8월에는 다코타 분쟁이 일어났다. 보류와 거의 굶주리는 처지에 모인 인디언들이 정착자들을 공격하기 시작하였다. 주립 국민군이 싸움을 끝내기 전에 수 백 명의 정착자들이 살해되었다. 많은 인디언들은 주에서 달아나고, 38명의 인디언들이 교수형을 당하였다. 남아있던 수 족들은 미네소타로부터 다른 보호 구역으로 이주하였다.

### 산업적 발전

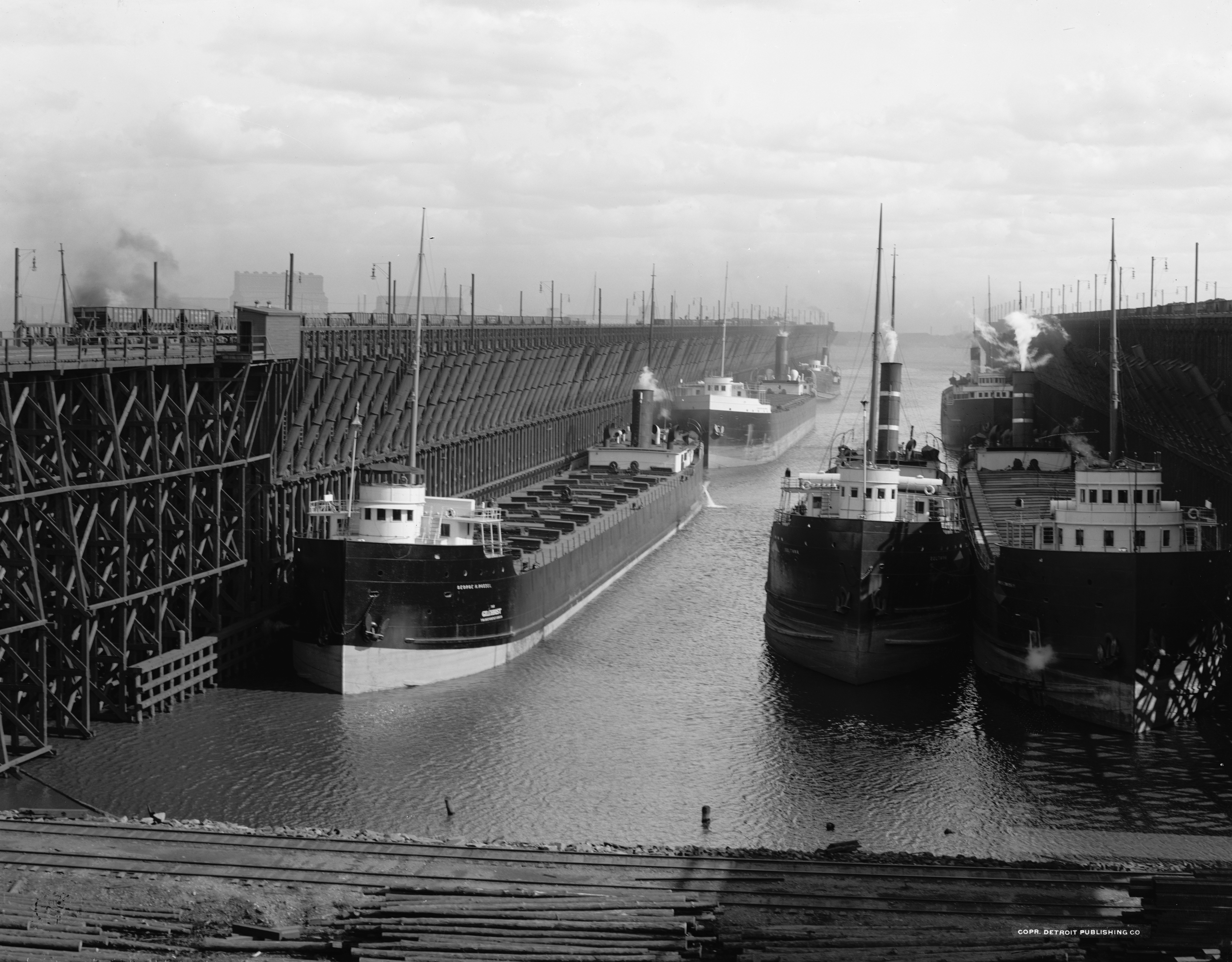
덜러스 항구에서 철광석을 실어나르는 배

1865년, 남북 전쟁이 끝난 후, 산업적 발전이 미네소타주에서 빠르게 일어났다. 철도들이 주를 가로지르면서 확장되었고, 낡은 수 족의 사냥지들은 밀을 심는 대지가 되었다. 제분소들이 밀 생산 지방을 통하여 생겨났으나 대부분은 미니애폴리스 지역에 있었다. 미니애폴리스는 제분업의 도시로 알려졌고, 1880년대부터 1930년대까지 국가에서 제1의 밀가루 생산지가 되었다.
미네소타는 새로 들어오는 사람들을 끌어들이기 위하여 원기 왕성한 차도들을 수행하였다. 주 정부와 철도들은 미네소타에서 기회들을 묘사하는 팜플렛들을 유럽에 보냈다. 1870년대, 1880년대와 1890년대에 수 천 명의 이민자들, 특히 독일, 노르웨이와 스웨덴인들이 미네소타주에 정착하였다.
1800년대 후반의 뛰어난 이벤트는 풍부한 철광석 자원의 개발이었다. 1884년, 첫 광석은 버밀리언 광산 지대에서 배로 날랐다. 1890년에는 근로자들이 리어니다스 메릿과 메사비 광산 지대에 있는 철광산 근처에서 광석을 발견한 그의 7명의 형제들에 의하여 고용되었다. 2년 후에 그들의 투기적 사업에 다른 친척들을 관련시킨 후에 메릿 형제들은 메사비 광산 지대에로부터 광석의 첫 채굴량을 배에 실어날랐다.
1889년, 윌리엄 메이요와 그의 아들 윌리엄과 찰스는 로체스터에 메이요 클리닉을 설립하였다. 그의 명성은 재빠르게 퍼져갔고, 메이요 가족은 정통적 의료 센터로 바꾸었다. 이 클리닉은 세계에서 주요한 의료 연구 센터가 되었다.
1894년, 숲에 대화재가 발생해서 미네소타 동부의 대략 1,000km2를 휩쓸었다. 그 화재는 힝클리와 샌드스톤의 마을들에 퍼졌다. 400명 이상의 주민들이 사망하고 100만 달러 이상의 재산 피해가 발생했다.

### 1900년대 초반
1911년, 철광석의 첫 수송이 카이어나 광산 지대를 떠났다. 1915년 12월에 덜러스에 있는 큰 제철소에서 첫 운영이 시작되었다. 1917년, 미국이 제1차 세계 대전에 참전한 후, 미네소타의 제품들을 위한 무거운 요구들이 있었다. 밀과 다른 곡물들의 거대한 수가 군인들을 먹이기 위해 재배되었다. 1917년과 1918년 동안에 철광석의 생산은 총으로 거의 9천만 톤이었다.
1918년, 미네소타는 또 다른 비참한 화재와 직면하였다. 강한 바람들이 작은 화재의 몇몇을 부채질하여 칼터과 세인트루이스 카운티들의 큰 지역들을 휩쓰는 하나의 큰 화재로 일으켰다. 그로 인하여 400명 이상의 주민들이 사망하였고, 2천 5백만 달러 가치의 재산이 파괴되었다.
1890년대와 1900년대 초반 동안에 많은 미네소타주의 농부들이 협동조합에 가입하였다. 그들은 자신들의 소유적 재정과 창고 서비스들을 마련하고 자신들의 생산품들을 위한 교통을 위하여 함께 가입하였다. 농부들은 철도, 은행과 곡물 회사들이 이 서비스들을 위하여 너무나 책임을 지었다고 믿었다. 1920년대 동안에는 새로운 농민노동당이 농부들을 지원하였다. 1931년, 플로이드 B. 올슨이 첫 농민노동당 출신 주지사가 되었다.
1930년대의 대공황은 미네소타주를 강하게 쳤다. 실업이 도시들에 널리 퍼졌으며, 철광산 근로자들의 대략 70 퍼센트가 자신들의 직업을 잃었다. 1920년대 후반에 떨어지기 시작한 농장 소득이 지속적으로 떨어졌다. 주 정부는 대공황과 싸우기 위해 많은 단계들을 취하였고 연방 대리들은 고용과 구제를 마련하기 위하여 세워졌다.

### 1900년대 중반
제2차 세계 대전이 일어나는 동안에 미네소타주의 경제는 회복되었다. 주의 벌목과 광업들이 군사들을 위한 원료들의 거대한 양을 생산하였다. 그러나 1950년대 후반에 광석을 위한 요구를 하면서 고급의 철광석 공급이 갑자기 몰락하였다. 산업은 쇠퇴하고 일부 광산들이 폐문하였다. 결과로서 주의 철강 산업은 저급의 태코나이트 암을 개발하기 시작하였다.
1964년, 투표자들은 철강 산업에 투자를 상승시킨 주 헌법에 수정안을 찬성하였다. 이른바 태코나이트 암 수정안은 25년 동안에 태코나이트 암에 세금들이 다른 생산품들에 세금들보다 더 높은 비율에 상승하지 않는 것을 보증하였다. 이전에, 철광 채굴 회사들은 높은 비율에 세금을 내왔고, 생산자들은 태코아니트 광산들을 개발하는 계획을 미루었다. 태코나이트 암 수정안의 경과 후에, 생산자들은 태코나이트 광산들에 1억 달러 이상을 투자하였다.
많은 새로운 제조업들이 1900년대 중반에 미네소타주에서 운영되기 시작하였다. 이 산업들의 제품들은 항공우주선의 비품, 화학품, 컴퓨터, 전자 용품과 무거운 기계업을 포함한다. 이 개발들은 주의 경제적 근거에 다양화를 추가하였다.
다른 주들에서 같이 미네소타주에는 농장과 농장인들의 수들이 감소하였다. 시골 지역에서 온 가족들의 다수가 도시들로 이주하였다. 1950년에 들어와서, 처음으로 도시 인구가 시골 인구보타 더 많이 늘어났다. 1964년, 연방 법원은 그 입법의 구역들이 도시 인구에게 동등한 대표하도록 주에 명령을 내렸다.
미네소타 농민노동당은 1944년 민주당에 가맹하며 미네소타 민주농민노동당을 형성하였다. 1975년, 미네소타의 공화당은 그 이름을 미네소타 독립 공화당으로 바꾸었다. 1995년, 당은 다시 공화당으로 바꾸었다.

### 1900년대 후반
주의 태코나이트 광산들은 공해와 수질 오염의 근거가 되었다. 1978년, 미네소타 대법원은 실버 베이의 보호 광업 회사에게 그 광산에서 공해 조절 본위들을 만나도록 명령을 내렸다. 1980년, 회사는 대지의 오염 처분 지대를 설립하여 더 이상 폐기물이 슈피리어 호 근처로 흘러가지 않도록 하였다. 1980년대와 1990년대에 주 정부는 비즈니스들이 자신들의 각자 공해 조절 노력들을 증가시키기 위하여 비즈니스들과 일하였다.
1900년대 중반의 미네소타에서 시작된 경제의 다양화가 1990년대에 증가하였다. 금융, 보험과 부동산 같은 서비스업들의 증가는 주의 경제적 힘에 공헌하였다. 의료 장치들의 생산은 제조업 부문에서 확장적인 활동을 하였다.

### 21세기
1998년, 미네소타의 투표자들은 제시 벤투라를 주지사로 선출하였다. 벤투라는 미국에서 첫 개혁당 후보로서 주 전체의 사무직을 이긴 것은 처음이었다. 그는 2000년, 개혁당을 탈퇴하여 무소속 정당인이 되었다. 그는 재선에 도전하지 않았고, 그의 임기는 2003년에 끝났다.
경궤조 시스템이 2004년, 중순에 미니애폴리스에서 운영되기 시작하였으며, 주에서 그 첫 시스템이었다.
2007년 8월, 미니애폴리스에서 미시시피 강을 가로지른 인터스테이트 35번 다리의 부분이 떨어져, 13명의 사람들이 사망하고 대략 100명이 부상을 당하였다. 다리의 재편은 2008년 9월에 완공되었다.
2008년, 미네소타주에서의 미국 상원 경쟁은 11월 4일 선거 후에 알려지지 않은 달들로 남는 결과의 가장 가까운 시기였다. 처음의 결과들은 2명의 후보 공화당 상원 놈 콜먼과 그의 민주당 도전자 앨 프랭큰 사이의 몇 100개의 투표들 만의 다른 점을 보였다. 2009년 1월에 미네소타 법에 의하여 요구된 투표들의 재계표가 나온 후에 선거원들은 프랭켄이 우승자로서 선언하였다. 하지만, 콜먼은 법원에서 재계표의 결과들을 도전하는 소송을 제기하였다. 4월에 3명의 재판 배심원들은 선거가 공명정대하지 않게 치러졌다고 한 콜먼의 주장을 기각했다. 배심원들은 프랭켄이 선거의 우승자로서 증명되도록 추천하였으나, 콜먼은 주의 대법원에 판결을 호소하였다. 6월에 미네소타 대법원은 재계표의 결과들이 유효하다는 판결을 내리고, 프랭켄을 상원 경쟁의 우승자로 선언하였다.

## 경제

### 서비스업

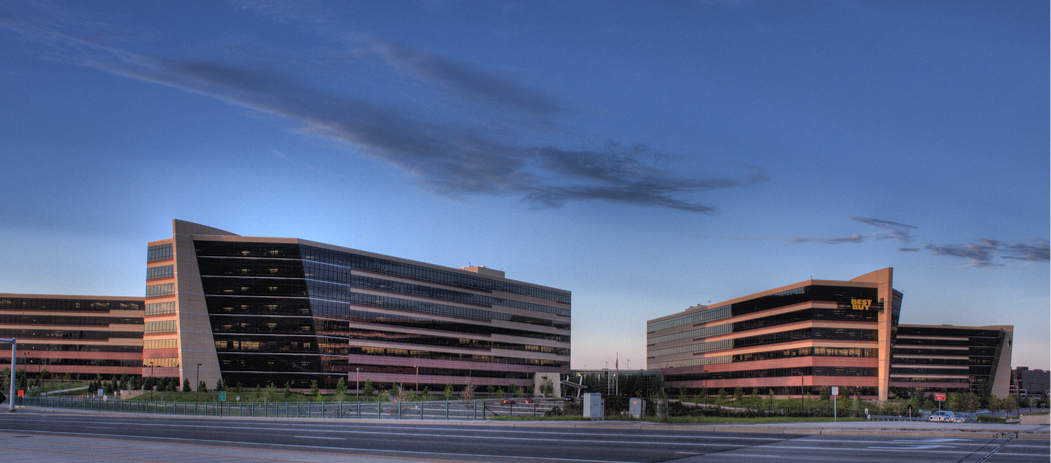
베스트 바이의 본사

서비스업은 미네소타의 국내 총생산과 고용의 대락 80 퍼센트를 차지한다. 이 산업들의 대부분은 미니애폴리스-세인트폴 지역에 있다.
주도인 세인트폴은 정부 활동의 중심지이다. 미니애폴리스에는 미국 의회에 의하여 설립된 12개의 연방 은행들 중 하나인 나인스 연방 준비 은행의 본부가 있다. 국가에서 제1의 소매상 회사들의 3개인 베스트 바이, 타게트 주식 회사와 슈퍼밸류 스토어가 트윈 시티 지역에 기지를 두었다. 트윈 시티 지역은 많은 호텔, 식당과 소매 시설들의 본거지이다.
세계에서 가장 큰 의료 센터들 중 하나인 메이요 클리닉이 로체스터에 있다. 트윈 시티는 일부 개인적 보건소들과 생체 이식의 선구자인 미네소타 대학교의 근거지이다.

### 제조업
컴퓨터와 전자 제품들이 미네소타의 주요한 제조품들이다. 이 제품들은 주로 트윈 시티와 로체스터 지역들에서 제조되고 있다. 주의 전자 제품들은 미네소타 대학교와 제휴하는 보건 연구 시설들에 의하여 개발된 의료 장치들을 포함한다.
식품도 또한 중요한 산업이다. 정육업과 낙농 제조업은 주의 가장 중요한 가공업이다. 이 활동들은 미네소타주의 남부에 중심지를 두고 있다. 미네소타주는 또한 주요한 냉동식품과 채소와 과일의 통조림의 생산주이다. 냉동식품 생산은 미니애폴리스-세인트폴 지역에 집중되어 있다. 과일과 채소의 통조림은 미네소타주의 남부에서 생산된다. 사탕무 정제소들은 레드 강 협곡에서 운영된다.
트윈 시티 지역은 또한 농기구, 건설 기계와 합성 금속 제품들을 생산한다. 합성 금속 제품들은 기계 조립 제품들과 무기와 탄약을 포함한다. 석유 정제소들은 세인트폴 지역에 있다. 종이와 펄프 제재소들은 주로 주의 북부에 있다. 설상차와 일반 도로 밖에서 쓰이는 차량의 세계에서 주요한 생산 회사들 중 하나인 ATV가 메디나에서 본사를 두고 있으며, 다국적 기업 3M의 본사가 메이플우드에 있다.

### 농업

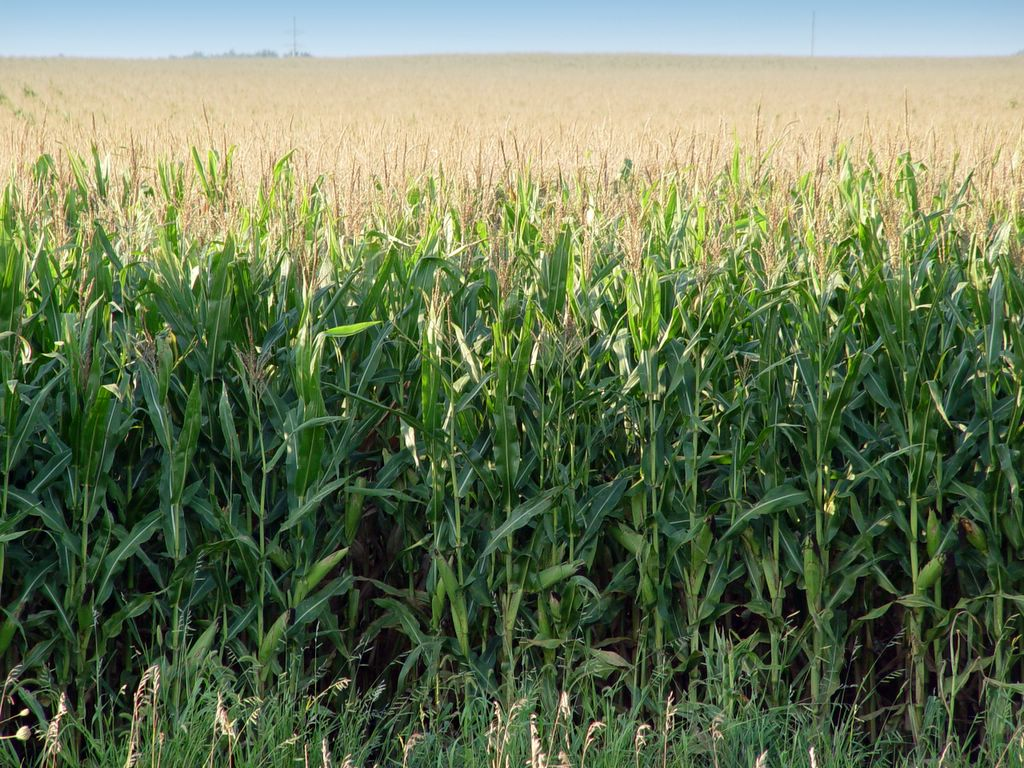
미네소타주의 옥수수밭

미네소타주는 해마다의 농장 소득에서 주요한 주들 중 하나이다. 농장 지대는 주의 대략 절반을 뒤덮고 있다.
많은 미네소타의 농부들은 자신들이 높은 가격들을 얻기 위해 가공하여 팔고 자신들의 생산품들을 배에 실어나르기 위해 함께 가입한 협동조합을 통하여 자신들의 생산물을 판다. 협동조합의 대부분은 낙농업 협동조합이다. 하지만 많은 이들은 곡식과 가축들을 취급한다.
곡물은 미네소타의 농장 소득의 대략 절반을 차지한다. 옥수수는 주의 가장 가치 있는 곡물이며, 콩과 그 다음이다. 미네소타주는 주의 남부를 통하여 자라는 이 두 곡물의 주요한 생산지이다. 미네소타주는 제1의 사탕무 생산지이며, 주로 주의 북부와 서부에서 자라고 있다. 레드 강 협곡의 북서부는 밀의 생산지이다.
미네소타에서 자라는 다른 곡물들은 보리, 아마의 씨와 귀리이다. 당근, 완두콩과 사탕 옥수수는 주의 주요한 채소 생산물이며, 사과가 제일 많이 나는 과일이다.
가축과 축산물은 주의 해마다 농작물로부터 들어오는 소득의 대략 절반을 마련한다. 돼지는 주의 가장 자치적인 축산물이며, 주의 남부에서 가장 많이 사육하고 있다. 젖소와 육우도 주에서 축산 소득의 중요한 근원이다. 미네소타주는 제1의 우유 생산주들 중 하나이다. 미네소타의 우유로는 거의 치즈와 아이스크림을 만든다. 주는 달걀 생산과 칠면조 사육을 하기도 한다.

### 광업
철광석은 미네소타의 광업 소득의 대부분을 마련한다. 미네소타주는 철광석 생산을 선도하는 주이다. 그러나 미네소타 경제에 철광석 채굴의 중요함이 1900년대 후반 동안에 거대하게 쇠퇴하였다. 남아있는 철광석의 대부분은 태코나이트 암이라 불리며 주의 북동부에서 채굴된다.
미네소타의 중부에 있는 채석장들은 보통 화강암을 산출한다. 석회암은 주의 남부에서 넓은 매장량으로부터 가져간다. 모래와 자갈은 주의 전역을 통하여 생산된다. 부분적으로 자연 붕괴되어 농업과 상업적 사용들의 다양성을 가진 공장 물질인 토탄은 주의 북부에서 발견된다.

### 수산업
오락적과 상업적인 수산업은 주의 주요 활동이다. 버펄로 물고기, 잉어, 메기, 하얀 송어 등을 포함한 가장 가치 있는 물고기들은 미시시피강에서 잡히며, 호수 송어, 호수 청어, 식용 빙어, 노란 창꼬치 등은 슈피리어호에서 주로 잡히고 있다.

## 주민
| 인구조사                      | 인구      | Note | %±       |
| ----------------------------- | --------- | ---- | -------- |
| 1850년                        | 6,077     |      | —        |
| 1860년                        | 172,023   |      | 2,730.7% |
| 1870년                        | 439,706   |      | 155.6%   |
| 1880년                        | 780,773   |      | 77.6%    |
| 1890년                        | 1,310,283 |      | 67.8%    |
| 1900년                        | 1,751,394 |      | 33.7%    |
| 1910년                        | 2,075,708 |      | 18.5%    |
| 1920년                        | 2,387,125 |      | 15.0%    |
| 1930년                        | 2,563,953 |      | 7.4%     |
| 1940년                        | 2,792,300 |      | 8.9%     |
| 1950년                        | 2,982,483 |      | 6.8%     |
| 1960년                        | 3,413,864 |      | 14.5%    |
| 1970년                        | 3,804,971 |      | 11.5%    |
| 1980년                        | 4,075,970 |      | 7.1%     |
| 1990년                        | 4,375,099 |      | 7.3%     |
| 2000년                        | 4,919,479 |      | 12.4%    |
| 2010년                        | 5,303,925 |      | 7.8%     |
| 2019 (추산)                   | 5,639,632 |      | 6.3%     |
| 출처: 1910–2010 2018 estimate |           |      |          |

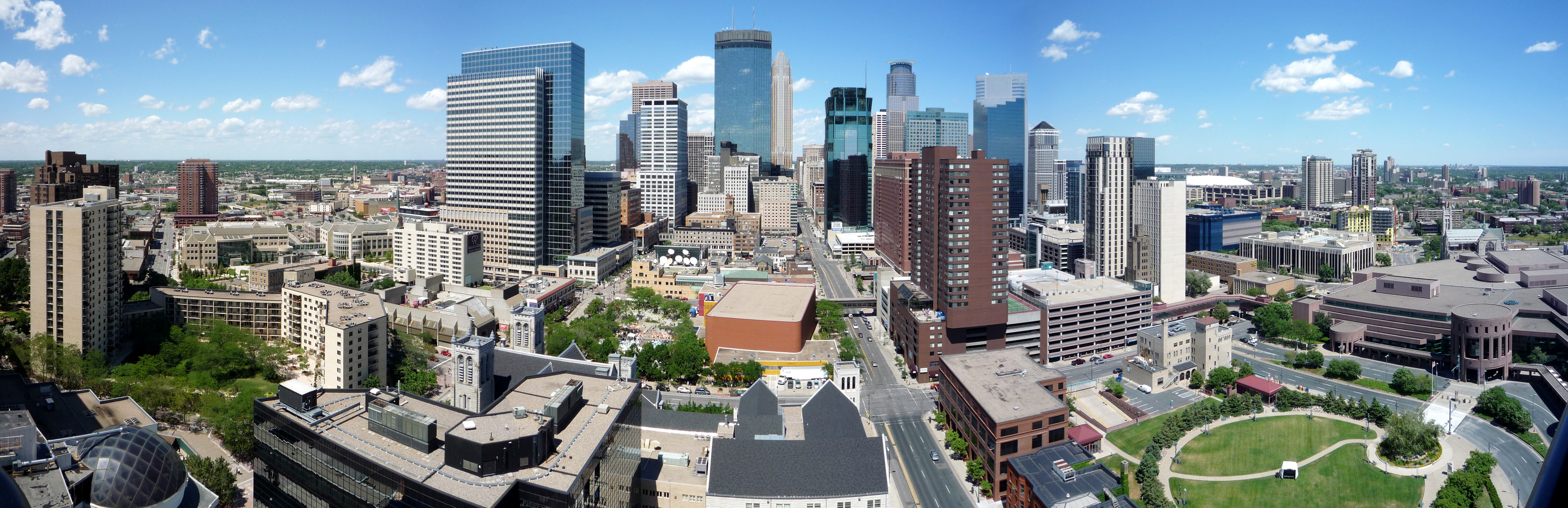
미니애폴리스의 파노라마

2000년, 미국 인구 조사국은 미네소타주에 4,919,479명의 인구가 있다고 보고하였다. 1990년의 4,375,099명에서 12.5 퍼센트 증가하였다. 2000년, 인구 조사국에 의하면 미네소타는 50개의 주들 사이에 인구의 21위에 올랐다.
미네소타 주민의 대략 70 퍼센트는 주의 7개 메트로폴리탄 지역들의 하나에 살고 있다. 대락 60 퍼센트는 미니애폴리스-세인트폴-블루밍턴 메트로폴리탄 지역에 살고 있다.
미니애폴리스는 주에서 가장 큰 도시이며, 주요한 문화, 금융과 상업의 중심지이다. 주의 다른 가장 큰 도시들은 인구순으로 덜러스, 로체스터, 블루밍턴, 브루클린 파크와 플리머스이다.
아프리카계 미국인은 5 퍼센트, 아시아인과 히스패닉은 4 퍼센트 이상을 차지한다. 가장 큰 인구 집단은 1800년대와 1900년대 동안에 미네소타에 정착한 핀란드, 독일, 노르웨이와 스웨덴 이민자들의 계통이다. 또한 덴마크, 아일랜드, 폴란드, 러시아와 영국 계통의 주민들도 살고 있다.

## 같이 보기
- 미네소타 프로젝트 - 한국전쟁 후 미국이 진행한 '서울대 재건 프로그램'